# Divis Flats

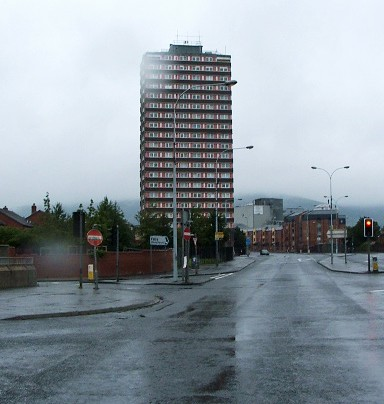
Divis Tower in Belfast (2004)

Die Divis Flats waren eine Wohnsiedlung im Westen der nordirischen Hauptstadt Belfast. Die Siedlung entstand ab 1966 im Zuge der Flächensanierung des Stadtviertels The Pound (auch Pound Loney) am innerstädtischen Ende der Falls Road. Die Divis Flats wurden fast ausschließlich von irischen Nationalisten bewohnt, die zeitweise in ihrer Mehrzahl arbeitslos und auf Sozialhilfe angewiesen waren. Während des Nordirlandkonflikts entwickelten sich die Divis Flats zu einer Hochburg der Untergrundorganisationen IRA und INLA und waren der Schauplatz zahlreicher Straßenschlachten, Bombenanschläge und Schießereien. Zwischen 1980 und 1995 wurde die Siedlung weitgehend abgerissen; einzig erhaltenes Gebäude ist das Hochhaus Divis Tower.

## Vorgeschichte

The Pound (grün) und Sandy Row (orange). Stadtplan von 1861

Das Gebiet der späteren Divis Flats, knapp einen Kilometer westlich des Belfaster Stadtzentrums gelegen, wurde erstmals zwischen den 1810er und 1850er Jahren bebaut. Häufig von katholischen Investoren finanziert, entstanden Reihenhäuser, die zum Teil keinen Hinterhof und kein fließendes Wasser hatten. Oft teilten sich mehrere Häuser eine Außentoilette. Teile des Gebiets waren überschwemmungsgefährdet; Cholera- und Fieberepidemien waren häufig. Vielfach lebte mehr als eine Familie in einem Reihenhaus. Nach 1845 besserten sich die Wohnverhältnisse etwas, da ein Gesetz eine Mindestgröße für Zimmer vorschrieb und Schilfdächer untersagte. Der Name des Stadtviertels, The Pound, wird auf ein hier gelegenes Tierasyl zurückgeführt.
Die ersten Bewohner von The Pound waren überwiegend ungelernte Arbeiter, Mühlenarbeiter, Weber und Handwerker. Nahe dem Stadtviertel lagen Betriebe der Textilindustrie, in denen meist Leinen verarbeitet wurde. 1835 wurde The Pound erstmals als überwiegend von Katholiken bewohnte Gegend erwähnt. Das Stadtviertel lag in der Nähe der damals beiden einzigen katholischen Kirchen in Belfast; zudem waren bereits die östlich anschließenden Gebiete um die Castle Street, die Mill Street und Smithfield überwiegend von Katholiken bewohnt.
The Pound und das südlich anschließende, überwiegend von Protestanten bewohnte Stadtviertel Sandy Row waren die gewalttätigsten Stadtteile im Belfast des 19. Jahrhunderts. Am 12. Juli 1835 kam es im Umfeld von Veranstaltungen des Oranier-Ordens zum Gedenken an die Schlacht am Boyne zu Straßenschlachten mit gegenseitigen Angriffen auf die beiden Wohngebiete. Ähnliche Unruhen im Jahr 1843 dauerten zwei Wochen lang an. Infolge der Unruhen erhöhte sich die Segregation; die nach Kirchenregistern anfänglich „nicht unerhebliche“ Anzahl von Protestanten in The Pound verringerte sich vermutlich Ende der 1840er Jahre. Gleichwohl zahlreiche Beispiele brutaler Angriffe bekannt sind, wurden bei den Unruhen in der ersten Hälfte des 19. Jahrhunderts vergleichsweise wenig Menschen verletzt, was vermutlich auf die Existenz eines ungeschriebenen Verhaltenskodexes und eine teilweise Ritualisierung der Ausschreitungen zurückzuführen ist.
1842 gründete sich in Belfast eine Ortsgruppe der Repeal Association, die unter der Führung von Daniel O’Connell eine Aufhebung der Union zwischen Großbritannien und Irland anstrebte. Die Repeal-Kampagne hatte erhebliche Bedeutung für die politische Entwicklung von The Pound; ihr Nationalismus legitimierte das Sektierertum des Viertels. Ab 1850 erhöhte sich die Präsenz der katholischen Kirche in The Pound. 1866 wurde die spätere Kathedrale St. Peter eingeweiht, die 3000 Menschen Platz bot. In der Pfarrgemeinde entstanden zahlreiche Vereine, die sich religiösen Zielen widmeten oder eine gemeinsame Freizeitgestaltung anboten. Die Schulen in The Pound wurden überwiegend von katholischen Organisationen betrieben. Das Engagement der katholischen Kirche verbesserte die Lage der Bewohner und vertiefte zugleich den Unterschied zu den protestantischen Vierteln. Die Fenier, eine Untergrundbewegung, die die britische Herrschaft über Irland gewaltsam beenden wollte, hatten eine ihre Belfaster Hochburgen in The Pound. Im Januar 1867 verhaftete die Polizei Fenier, die in The Pound Munition herstellten. Diese und weitere Verhaftungen hatten zur Folge, dass sich die Belfaster Fenier nicht am Aufstand vom März 1867 beteiligten. Die 1872 gegründete Home Rule Association, die sich für eine Selbstregierung Irlands einsetzte, hatte starken Rückhalt im Stadtviertel; 14 von 49 identifizierbaren Belfaster Aktivisten kamen aus The Pound.
Auch in der zweiten Hälfte des 19. Jahrhunderts kam es in The Pound und Sandy Row zu zahlreichen Unruhen; besonders schwere, mehrere Tage andauernde Ausschreitungen gab es in den Jahren 1857, 1864, 1872 und 1886. Dabei wurden Häuser zerstört und Angehörige der jeweiligen Minderheit im Viertel eingeschüchtert und vertrieben. Zum Teil griffen die Auseinandersetzungen auf umliegende Industriebetriebe über. Die Zahl der Toten und Verletzten stieg durch den vermehrten Einsatz von Schusswaffen drastisch an; so kam es 1857 zu mehrtägigen Schießereien an der Grenze zwischen The Pound und Sandy Row. Vermutlich gehörte ein Teil der Bewaffneten dem Oranier-Orden und, bei den Unruhen von 1864, den Feniern an.  Ab 1864 griffen die Unruhen auf weitere Stadtteile über, insbesondere auf die nördlich von The Pound gelegene Shankill Road. Die Unruhen von 1886 wurden durch das Scheitern des ersten Gesetzes zur Home Rule ausgelöst. Im Gegensatz zu den früheren Krawallen kam es hauptsächlich zu Auseinandersetzungen zwischen Protestanten und der von Protestanten als parteiisch angesehenen Royal Irish Constabulary. Die zu diesem Zeitpunkt aufgelöste städtische Polizei Belfasts galt unter Katholiken als parteiisch. Dies hatte bei früheren Ausschreitungen zu Solidarisierungen von Katholiken mit Verurteilten geführt. Beispielsweise waren in The Pound Geldsammlungen für Verurteilte durchgeführt worden.
Dem Zensus von 1901 zufolge hatte The Pound rund 8600 Einwohner, von denen 93,2 % Katholiken und 6,5 % Protestanten waren. 40,1 % der Einwohner waren in Belfast geboren, 31,7 % in den umliegenden Grafschaften Antrim und Down; aus den weiteren Grafschaften Ulsters stammten 20,2 %. Männer waren überwiegend als ungelernte Arbeiter (49,1 %), angelernte Arbeiter (12,9 %) oder Facharbeiter (15,7 %) tätig. Die häufigsten Frauenberufe waren Mühlenarbeiterin (37,4 %), Haushälterin (36,5 %) sowie Näherin (13,7 %). Die Analphabetenrate betrug 12,7 % bei Frauen und 6,6 % bei Männern. Die aus den Zensusergebnissen erkennbare Berufsstruktur in The Pound unterscheidet sich nicht wesentlich von Sandy Row, wo 1,2 % der Bewohner Katholiken waren. Allerdings war der Anteil der berufstätigen Frauen in The Pound (30,9 %) höher als in Sandy Row (21,5 %). Vermutlich hatten katholische Ehemänner schlechter bezahlte oder weniger sichere Arbeitsplätze.

## Bau
Zwischen 1966 und 1974 wurde The Pound abgerissen und durch die Hochhaussiedlung Divis Flats ersetzt. Bereits Anfang der 1950er Jahre war mit den Häusern kein Gewinn mehr zu erzielen, so dass viele notwendige Reparaturen unterblieben. Die Sanierung wurde mit der Verbesserung der Wohnverhältnisse und der Freimachung von Verkehrsflächen begründet.
The Pound wird als „Dorf in der Stadt“ beschrieben, als Ort intensiver sozialer Beziehungen mit einem starken Gemeinsinn. Die Bewohner heirateten oft untereinander; viele verbrachten ihr gesamtes Leben im Stadtviertel. Es war der Wunsch der Bewohner, auch nach der Sanierung zusammenzuwohnen. Hierbei wurden sie vom Pfarrer der Kathedrale St. Peter unterstützt. Der Pfarrer gilt als Schlüsselfigur bei der Entscheidung der Bewohner, dem Bau einer Hochhaussiedlung zuzustimmen. Direkte Kontakte zwischen Planern und Bewohnern gab es nicht. Gegen das Bauprojekt wandte sich eine kleine Gruppe von Republikanern und Sozialisten, zu denen Gerry Adams gehörte. Adams wurde 1983 Präsident der IRA-nahen Partei Sinn Féin; im gleichen Jahr wurde er erstmals für den Wahlkreis Belfast West ins britische Unterhaus gewählt. Nach Angaben von Adams nannte die Gruppe das Bauprojekt einen „als Parkhaus getarnten Wohnblock“ und setzte sich mit Demonstrationen und Protestversammlungen für den Bau einer Reihenhaussiedlung ein.
Der Bau von Hochhäusern in weitgehend von Reihenhaussiedlungen geprägten nordirischen Städten konzentrierte sich auf von irischen Nationalisten bewohnte Gebiete. Dies wird zum Teil als Versuch von Unionisten gesehen, oppositionelles Wählerpotential in wenigen Stadtteilen zu konzentrieren, um sich unter Ausnutzung des Mehrheitswahlrechtes die Mehrheit auf kommunaler Ebene zu sichern. Eine Studie über die nordirische Wohnungspolitik spricht dieser Interessenslage bei den Divis Flats eine nur untergeordnete Bedeutung zu.

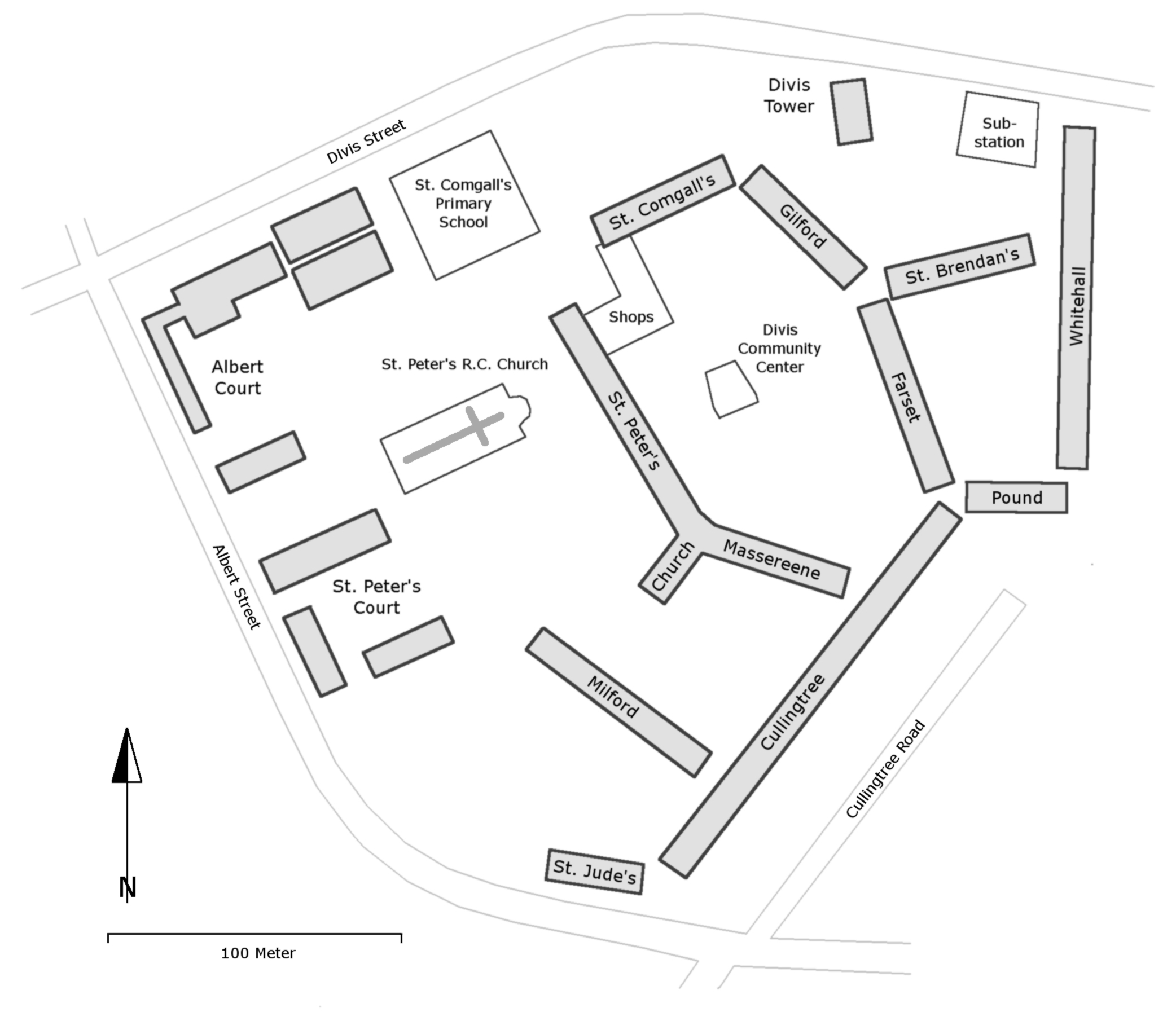
Wohnblöcke der Divis Flats

Der Entwurf der Divis Flats stammte vom Architekten Frank Robertson und war nach seinen Angaben von Hochhausbauten in Großbritannien und den USA sowie von den Vorstellungen Le Corbusiers beeinflusst. Die Siedlung bestand aus zwölf unregelmäßig angeordneten, sieben- oder achtgeschossigen Wohnblöcken mit einer Länge von bis zu 150 Metern. Die Blöcke wurden im „Sectra Deck System“ errichtet, das aus Frankreich stammte und auch im Wohnungsbau in Großbritannien angewandt wurde. Dabei handelte es sich um eine Fertigbauweise, von der man sich ein schnelles und preiswertes Bauen versprach. Der Zugang zu den Wohnblöcken erfolgte über Treppenhäuser und Fahrstühle, die in den Ecken der Blöcke angeordnet waren. Die Wohnblöcke hatten in drei Ebenen Wohnungen, die über gut drei Meter breite Laubengänge erschlossen wurden. Die Laubengänge der einzelnen Blöcke waren miteinander verbunden, so dass es möglich war, die gesamte Siedlung zu durchqueren, ohne das Straßenniveau zu benutzen. Im Nordosten der Siedlung stand der Divis Tower, ein Hochhaus mit 19 Geschossen. Bis 1974 wurden zwei weitere Blöcke mittlerer Höhe (St. Peter's Court und Albert Court) fertiggestellt.
Der Divis Tower hat 95 Wohnungen; die zwölf Blocks sollten in 700 Wohnungen Wohnraum für 2634 Menschen bieten. Insgesamt wurden 850 Wohnungen errichtet; Anfang der 1980er Jahre waren 775 Wohnungen von circa 2400 Menschen bewohnt. Die Wohnungen bestanden aus einem Wohnzimmer, einer Küche, einem Badezimmer und bis zu sechs Schlafzimmern. Die Siedlung war mit Müllschluckern ausgerüstet und zum Teil an die Fernwärme angeschlossen. In der sechs Hektar großen Siedlung befanden sich zudem die Kathedrale St. Peter, eine Grundschule (St. Comgall's Primary School) sowie ein Nachbarschaftszentrum (Divis Community Center).
Die ersten Wohnblocks wurden 1969 fertiggestellt. Im gleichen Jahr entstanden Planungen, die im westlich angrenzenden Gebiet bis zum Royal Victoria Hospital eine ähnliche Hochhausbebauung vorsahen. Die Umsetzung dieser Pläne unterblieb infolge des Nordirlandkonflikts.

## Nordirlandkonflikt
Bei den Unruhen im August 1969, die durch den Einsatz der britischen Armee beendet wurden, brannte ein aus dem Gebiet der Shankill Road kommender loyalistischer Mob Häuser in der Umgebung der Divis Flats nieder. Die überwiegend aus Protestanten bestehende und von Katholiken meist als parteiisch angesehene nordirische Polizei Royal Ulster Constabulary (RUC) beschoss die Divis Flats mit Browning-Maschinengewehren. Hierbei wurden zwei Menschen getötet, darunter der neunjährige Patrick Rooney. Der Scarman Report, eine von der nordirischen Regierung beauftragte Untersuchung der Unruhen, nannte den Einsatz der Maschinengewehre „gänzlich ungerechtfertigt“. Der Scarman Report machte die IRA für Schüsse verantwortlich, die vom Dach der Grundschule in den Divis Flats aus auf die Menschenmenge abgegeben wurden. Dabei wurde ein Mensch getötet und weitere verletzt.

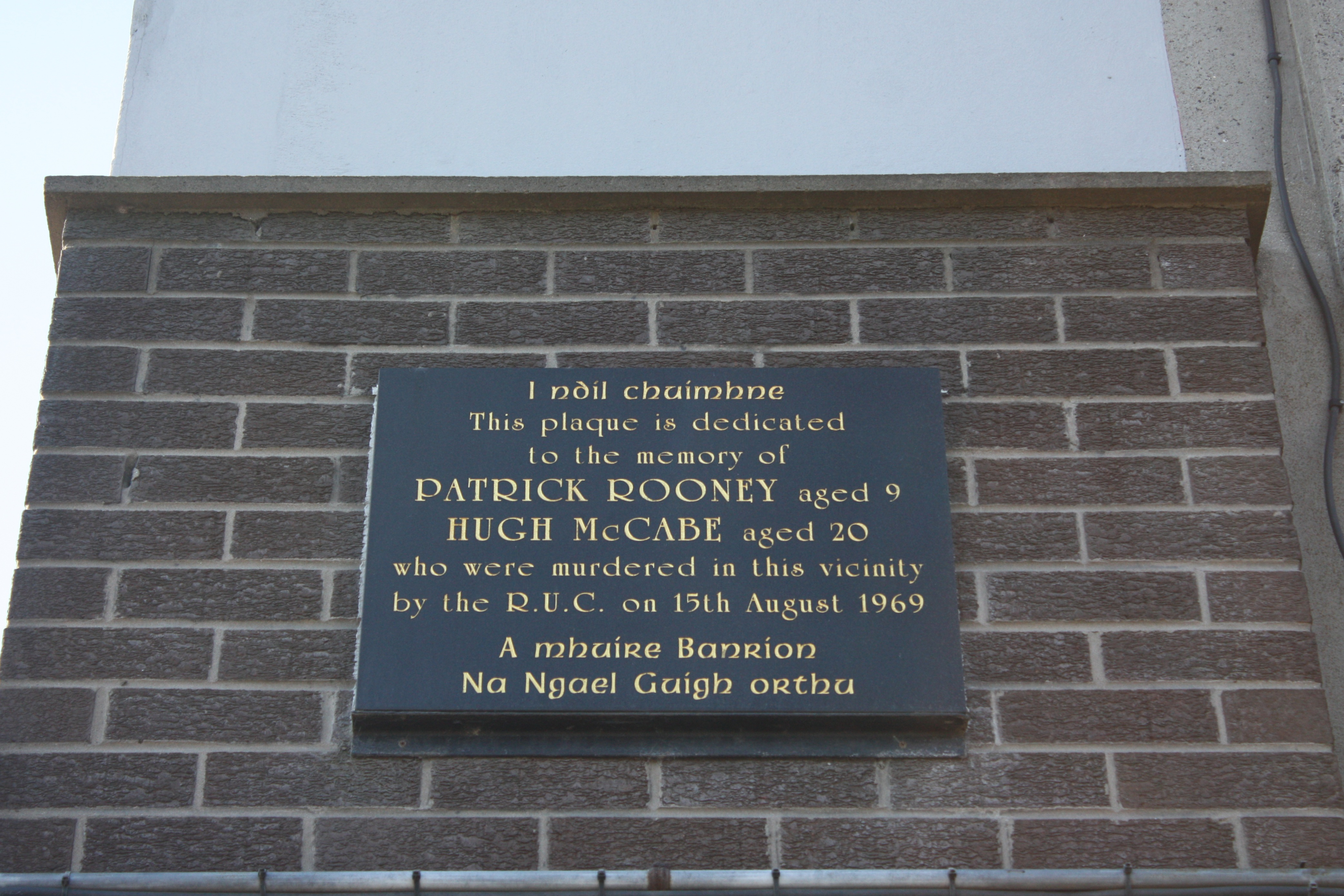
Gedenktafel für die beiden 1969 von der nordirischen Polizei erschossenen Bewohner der Divis Flats

Infolge der Unruhen flohen insbesondere Katholiken aus den bislang gemeinsam mit Protestanten bewohnten Gebieten Belfasts. Bevorzugtes Fluchtziel waren die als vergleichsweise sicher geltenden Wohngebiete um die Falls Road. In den Divis Flats kam es zu Wohnungsbesetzungen durch Flüchtlinge. In der Siedlung blieben die Flüchtlinge häufig sozial isoliert; es entwickelte sich eine noch Anfang der 1980er Jahre nachweisbare „soziale Spaltung“: Die ehemaligen Bewohner von Pound Loney machten die Flüchtlinge oft für Probleme in der Siedlung verantwortlich. 1971 entstand die Northern Ireland Housing Executive (NIHE) als zentral für die Wohnungspolitik verantwortliche Stelle, um Diskriminierungen im Wohnungswesen durch Kommunalbehörden zu beenden. Die NIHE übernahm die Divis Flats und legalisierte die Wohnungsbesetzungen.
Ende 1969 spaltete sich die IRA in einen größeren, gewaltbereiteren und nationalistisch orientierten Flügel, die Provisional IRA, sowie einen marxistisch orientierten Flügel, die Official IRA. In den Divis Flats waren beide IRA-Flügel aktiv. Nachdem die Official IRA einen dauerhaften Waffenstillstand verkündet hatte, spaltete sich Ende 1974 ein radikaler Flügel als Irish National Liberation Army (INLA) ab. Dabei kam es zu einer Fehde, in deren Verlauf in den Divis Flats zwei Menschen erschossen wurden. Die Officials in den Divis Flats schlossen sich der INLA an, deren politischer Flügel die Irish Republican Socialist Party (IRSP) war.
Die nach den Unruhen im August 1969 zunächst guten Beziehungen zwischen den katholischen Nationalisten und der britischen Armee verschlechterten sich, als die Armee mit Hausdurchsuchungen gegen die IRA vorging. Als Schlüsselereignis gilt der Falls Curfew im Juli 1970, bei dem die Armee eine dreitägige Ausgangssperre über ein an die Divis Flats angrenzendes Wohngebiet verhängte. Bei Schießereien während der Ausgangssperre wurden auch Bewohner der Divis Flats verletzt.
Zwischen dem 15. und dem 22. April 1972 starben vier Menschen in den Divis Flats: Unter den Toten war ein britischer Soldat, der von der Official IRA erschossen wurde, ein 86-jähriger Mann, der von Soldaten am Fenster seiner Wohnung erschossen wurde, sowie ein elfjähriger Junge, der von der Armee durch ein Gummigeschoss getötet wurde. Nach Angaben von Anwohnern war es Anfang der 1970er Jahre nicht ungewöhnlich, maskierte und bewaffnete IRA-Mitglieder in den Laubengängen der Divis Flats zu sehen. Insbesondere nachts sei häufig auf Armeepatrouillen, Militärposten und Hubschrauber geschossen worden. Zum Teil hätten die IRA-Mitglieder die Bewohner vorab vor Schießereien gewarnt. Im Dezember 1972 entführte und ermordete ein IRA-Kommando Jean McConville, eine verwitwete Bewohnerin der Divis Flats und Mutter von zehn Kindern. Nach Darstellung der IRA hatte McConville trotz einer Warnung als Informantin der britischen Armee gearbeitet und per Funk über IRA-Aktivitäten in den Divis Flats berichtet. McConvilles Verschwinden wurde Mitte der 1990er Jahre während des Friedensprozesses häufig thematisiert; ihr Grab wurde 2003 gefunden. Eine Untersuchung der Polizei-Ombudsfrau für Nordirland ergab 2006 keine Beweise, dass McConville als Informantin gearbeitet hatte.
Nach Angaben von Bewohnern nahmen die Zahl der IRA- und INLA-Anschläge ab Ende 1976 deutlich ab. Grund sollen Sicherheitsüberlegungen beider Organisationen gewesen sein: Durch den spätestens 1973 eingerichteten Beobachtungsposten der Armee auf dem Dach des Divis Tower sei eine ständige Überwachung der Siedlung möglich gewesen. Die Siedlung sei einfach abzuriegeln gewesen; die Zahl der Armeepatrouillen in den Laubengängen sei gestiegen und nach Schießereien habe es nur wenige Minuten gedauert, bis eine große Zahl britischer Soldaten vor Ort gewesen sei.
Der Hungerstreik von IRA- und INLA-Gefangenen im Jahr 1981 führte in den Divis Flats zu einem Wiederaufleben der politischen Gewalt und Unruhen. Am 12. Mai wurde das INLA-Mitglied Emmanual McLarmon von der Armee in der Siedlung erschossen. Nach McLarmons Tod verbarrikadierten Jugendliche die Siedlung mit Autowracks. Die folgenden sechs Wochen waren die Divis Flats für die Armee als No-go-Area nicht zugänglich. Im September 1982 verübte die INLA einen Bombenanschlag auf eine britische Patrouille in einem Laubengang der Divis Flats. Dabei starben zwei Kinder und ein Soldat. Bewohner, insbesondere Frauen, protestierten gegen den Anschlag vor dem Büro der IRSP in der Falls Road.
Während des Nordirlandkonflikts kam es in den Divis Flats regelmäßig zu Straßenschlachten. Nach Beobachtungen von Jeffrey A. Sluka, einem amerikanischen politischen Anthropologen, der 1981 und 1982 eine Feldstudie in der Siedlung durchführte, lösten meist Kinder und Jugendliche die Unruhen aus, indem sie Steine oder Brandsätze auf Armeefahrzeuge warfen. Falls die Armee mit dem Einsatz von Plastikgeschossen oder mit Festnahmen reagierte, sei es zu einer Eskalation gekommen. Dabei wurden Herstellung und Einsatz von Brandsätzen organisiert und Barrikaden gebaut. Die Gründe für die Straßenschlachten sah Sluka in der Langeweile der Jugendlichen, denen es an Freizeitmöglichkeiten fehlte, sowie in der Ansicht der Jugendlichen, mit Angriffen auf die Sicherheitskräfte einen wertvollen Beitrag für die Sache des irischen Nationalismus zu leisten. Sluka fand keine Belege für die Behauptung der Armee, die IRA würde alle Krawalle in den Divis Flats organisieren.
Viele Bewohner der Divis Flats lehnten die nordirische Polizei RUC als völlig voreingenommen ab; zugleich scheute sich die RUC wegen befürchteter Hinterhalte, in der Siedlung gegen Kriminalität und Vandalismus vorzugehen. Es bestand eine „faktische Nichtexistenz der Staatsmacht, die von den meisten Bewohnern begrüßt wurde“. In der Siedlung entwickelten sich insbesondere Probleme mit Joy-Ridern, Kindern und Jugendlichen, die Autos stahlen und diese in den Höfen der Wohnblöcke zu Schrott fuhren. Für Kriminalität und Vandalismus wurden von den Bewohnern als „Hoods“ bezeichnete Jugendliche verantwortlich gemacht. Der Begriff wurde im engeren Sinne für Hooligans benutzt; im weiteren Sinne bezeichnete er eine, zum Teil als Subkultur gesehene Gruppe von 14- bis 25-Jährigen. Die jüngeren „Hoods“ verweigerten oft den Schulbesuch; die Älteren lebten meist von Sozialhilfe und wurden für Wohnungseinbrüche, Raubüberfälle und Hehlerei verantwortlich gemacht.
Das in den Divis Flats bestehende Machtvakuum wurde zum Teil von der IRA ausgefüllt. Die IRA sah sich selbst als Verteidigerin katholischer Gebiete gegen die Sicherheitskräfte und protestantische Paramilitärs und wollte antisoziales und kriminelles Verhalten in diesen Gebieten begrenzen. Gegen Personen, die sich nach Ansicht der IRA solchen Verhaltens schuldig gemacht hatten, ging die Untergrundorganisation mit Verwarnungen, Prügelstrafen, Knieschüssen und Hinrichtungen vor. Die von der IRA ausgeübte „soziale Kontrolle“ war unter den Bewohnern der Divis Flats umstritten; die Maßnahmen der IRA wurden gleichermaßen als zu weitgehend, nicht weitgehend genug oder als ineffektiv kritisiert. Oft bestritten Freunde und Verwandte der Bestraften deren Schuld.
Anfang der 1980er Jahre hatten die Divis Flats den Ruf, das schlimmste Ghetto von Nordirland, wenn nicht von Westeuropa zu sein. Sluka nannte die Siedlung eine der am stärksten benachteiligten Gebiete in einer Provinz, die unter einer akuten wirtschaftlichen Krise leide. Die Siedlung galt als „IRA-Festung“ und wurde – in Anspielung auf die starke Präsenz von INLA und IRSP sowie den Film Planet of the Apes – als Planet of the IRPS bezeichnet. Den Bewohnern der Divis Flats wurde in ihrer Gesamtheit unterstellt, entweder Mitglieder der IRA oder INLA zu sein oder die Organisationen zu unterstützen.
Bei einer Befragung Slukas sahen sich die Bewohner selbst als Teil einer politisch einflusslosen Minderheit in einem ungerechten sozialen, wirtschaftlichen und politischen System. Sluka konstatiert eine Enttäuschung über die politischen Parteien und eine Entfremdung von der Stadtverwaltung und der britischen Regierung. Eine Mehrheit der Befragten meinte, IRA und INLA seien in den Divis Flats weniger aktiv als in anderen Gebieten Nordirlands, wenngleich es in der Siedlung besonders viele Unruhen gebe. 69 % der Befragten befürworteten eine Wiedervereinigung Irlands; 55 % waren der Ansicht, dass der bewaffnete Kampf das hierbei einzig wirksame Mittel sei. 84 % der Befragten glaubten, IRA und INLA würden zur Verteidigung der Siedlung gegen Angriffe der Armee oder von loyalistischen Paramilitärs gebraucht. 77 % befürworteten ein Vorgehen von IRA und INLA gegen Kriminalität und Vandalismus in den Divis Flats. Als Unterstützer von IRA und INLA bezeichneten sich 47 % der Befragten; ebenfalls 47 % lehnten eine Unterstützung der beiden Organisationen ab. Viele Bewohner hielten das Vorgehen der Armee für schikanierend und repressiv und verwiesen dabei unter anderem auf die fortwährende Überwachung, zahlreiche Hausdurchsuchungen, Kontrollen auf der Straße, den Einsatz von Plastikgeschossen sowie verbale Belästigungen durch Soldaten.

## Abriss
Die Lower Falls Residents Association (LFRA), eine 1972 gegründete Organisation der Bewohner, hatte erstmals 1973 den Abriss der Divis Flats gefordert und dies mit Konstruktionsmängeln wie feuchten Wohnungen, einem unzureichenden Heizungssystem sowie mit dem anonymen, Kriminalität und Vandalismus fördernden Wohnumfeld begründet. Die LFRA, die anfänglich von der Official IRA und später von der IRSP unterstützt wurde, unterstrich ihre Forderungen mit Direkten Aktionen: Beispielsweise wurden Ratten eingesammelt und in NIHE-Büros abgegeben.
Ab 1979 versuchte das Divis Demolition Committee (DDC) durch die Zerstörung leerstehender Wohnungen deren Neuvermietung zu verhindern. Damit sollte eine möglichst hohe Leerstandsrate und eine Unrentabilität der Siedlung erreicht werden. Aktivisten des DDC wurden verhaftet und zu Geldstrafen verurteilt.
1981 gründete sich die Divis Resident Association (DRA). Sie forderte den völligen Abriss der Siedlung und ihren Ersatz durch eine Reihenhaussiedlung. Zu den von der DRA benannten Problemen gehörten undichte Abwasserleitungen, eine Rattenplage, von einer nahegelegenen Stadtautobahn ausgehende Verschmutzung sowie die Verwendung von Asbest in den Wohnungen. Die DRA arbeitete eng mit Sinn Fein zusammen. Die mit der Provisional IRA verbundene Partei beteiligte sich ab Anfang der 1980er Jahre an Wahlen und griff dabei soziale Probleme vor Ort auf. Die DRA stellte in ihrer Kampagne die baulichen Mängel in den Mittelpunkt und unterlief damit die Strategie der NIHE, die Probleme in der Siedlung allein auf die Folgen des Nordirlandkonflikts zurückzuführen. Die Initiative nahm Kontakte zu Gewerkschaften, Mieterinitiativen in Großbritannien und Experten wie Architekten oder Mikrobiologen auf.
Hierbei entstand eine 1987 abgeschlossene Studie der University of Ulster, die zu dem Ergebnis kam, dass die Lebensbedingungen in den Divis Flats erhebliche Auswirkungen auf die Gesundheit der Bewohner hatten. Für die Studie wurden Bewohner der Divis Flats und einer Reihenhaussiedlung am Stadtrand befragt; beide Gebiete waren von hoher Arbeitslosigkeit geprägt und wurden als sozial benachteiligt eingestuft. Die Gesundheit der Bewohner der Divis Flats war bei Kindern wie Erwachsenen deutlich schlechter als die der Bewohner der Reihenhaussiedlung. Frauen waren überdurchschnittlich häufig von gesundheitlichen Problemen betroffen; ebenso Bewohner von Wohnungen, die schlecht heizbar oder feucht waren. Der Studie zufolge waren 51 % der Erwachsenen arbeitslos; 91 % lebten unter der Armutsgrenze. 66 % der Wohnungen wurden als feucht eingestuft; 23 % der Haushalte nutzten die Heizung nicht, weil sie defekt, unzureichend oder zu teuer war. Die Autoren der Studie bezeichneten die Divis Flats als „Slum“ und unterstützten die Forderungen nach der Räumung der Siedlung und der Umsiedlung der Bewohner.

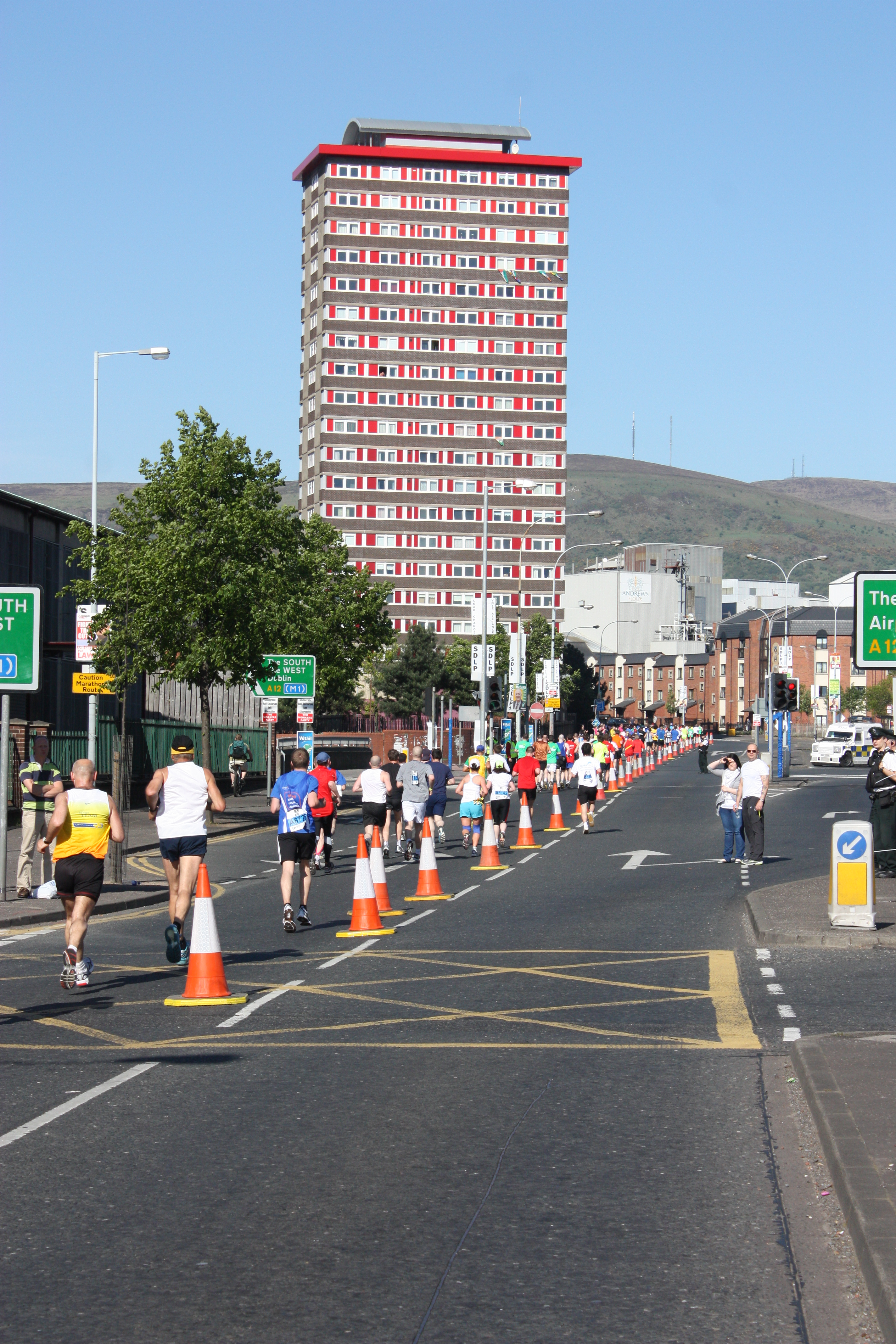
Divis Tower während eines Marathonlaufs (Mai 2011)

1980 und 1984 waren insgesamt vier Wohnblöcke (Farset, Whitehall, Pound, St. Brendan) abgerissen worden; die NIHE wollte den Rest der Divis Flats erhalten und schlug Wohnumfeldverbesserungen vor. Am 13. Oktober 1986 entschied die britische Regierung, die Wohnblöcke der Siedlung vollständig abzureißen. Auf Kritik der DRA stieß die Entscheidung, den Divis Tower zu erhalten: Fra McCann, Sinn Fein-Mitglied und Sekretär der DRA, sah dies durch das Interesse der britischen Armee begründet, den Beobachtungsposten auf dem Dach des Hochhauses zu erhalten. Dies wurde von der NIHE bestritten, der zufolge das Hochhaus weniger von Vandalismus betroffen sei als die Wohnblocks. Ein Einfluss der britischen Armee auf den öffentlichen Wohnungsbau während des Nordirlandkonflikts wird offiziell dementiert, aber oft angenommen. Im Fall der Divis Flats wird vermutet, dass die Armee auf den Abriss der Siedlung zugunsten kleiner Wohneinheiten drängte. Aus Sicht des Militärs waren die Divis Flats ein nicht zu kontrollierender Häuserkomplex, deren Unübersichtlichkeit und Anonymität hervorragende Bedingungen für IRA und INLA schufen.
Zwischen 1989 und 1995 wurden die restlichen Wohnblocks der Divis Flats abgerissen. An ihrer Stelle entstanden 257 Reihenhäuser für circa 970 Bewohner. Der Zuschnitt der Wohnungen und die Gestaltung der Häuser orientierte sich an den traditionellen Bauweisen in Irland und Großbritannien; das Straßennetz greift zum Teil den Verlauf der Straßen im früheren Viertel The Pound auf. In die Planungen wurden die Anwohner in einem in Nordirland zuvor nicht üblichen Umfang miteinbezogen; beispielsweise waren sie an der Festlegung des Straßennetzes und der Auswahl von Ziegelfarben beteiligt. Bei einer um 1995 durchgeführten Befragung nannten 94 Prozent der Befragten die Sanierung „erfolgreich“ oder „sehr erfolgreich“. Die Mehrheit der Befragten sah Probleme wie Vandalismus, Joy-Riding, Einbrüche und Ungeziefer als besser gelöst an. Als weiterhin bestehende Probleme wurden Alkoholismus und andere Drogenprobleme genannt. Zudem wurden nachlassende nachbarschaftliche Kontakte beklagt. Dies wird zum Teil durch den Wegzug früherer Nachbarn erklärt, da sich die Zahl der Haushalte durch die Sanierung von 700 auf 257 reduziert hatte.
Nach dem Karfreitagsabkommen von 1998 über den Friedensprozess in Nordirland und der Erklärung der IRA vom Juli 2005 über das Ende ihrer bewaffneten Kampagne begann die britische Armee im August 2005 mit dem Abbau des Beobachtungspostens auf dem Divis Tower. Die zuletzt von der Armee genutzten Räume, die zeitweise nur mit Hubschraubern zu erreichen waren, werden nach einer Renovierung als Wohnungen genutzt.
Der Anthropologin Jennifer Curtis zufolge sahen die Bewohner die Sanierung des Viertels als gewaltsamen Übergriff des Staates. Der Wunsch der Bewohner, statt in einer Hochhaussiedlung in Reihenhäusern zu wohnen, sei ein Plädoyer für die Bewahrung und Erweiterung des sozialen Lebens gewesen. Vor der Hintergrund des Nordirlandkonflikts habe die Androhung und Anwendung von Gewalt zum Teilerfolg der Kampagne zum Abriss der Divis Flats beigetragen. Dieser Teilerfolg habe jedoch weitreichende Folgen gehabt, da der heutige öffentliche Wohnungsbau in Nordirland den Vorstellungen der Aktivisten der 1970er Jahre folge, so Curtis.